# Prvić (Šibenik)
Prvić ist eine rund 2,5 km² große Insel in der Mittleren Adria. Sie liegt in der kroatischen Gespanschaft Šibenik-Knin nahe den Küstenstädten Šibenik und Vodice.

## Geografie
Prvić liegt etwa 1,3 km vom Festland mit dem kleinen Ort Srima entfernt. Nach Vodice sind es mit dem Schiff knappe 3 km, nach Šibenik ungefähr 8,5 km. Die Insel ist 3,1 km lang und 1,35 km breit. Ihre Küstenlinie ist wegen zweier Buchten 10,6 km lang. Prvić wird von den vorgelagerten Inseln Tijat und Logorum von der offenen Adria geschützt. Die Mitte der Insel bildet ein flacher, Vitković genannter Bergrücken, der bis auf 79 m. i. J. ansteigt. In einer kleinen Bucht an ihrer nordwestlichen Seite liegt der Ort Šepurine; etwa 1,5 km weiter in einer sich nach Südosten öffnenden, geschützten Bucht liegt der Ort Prvić Luka mit dem Haupthafen der Insel, in dem auch zahlreiche Yachten liegen. Die beiden Orte sind über eine schmale Straße aus Betonplatten verbunden; der Weg ist fußläufig in rund 15 Minuten zurückzulegen.

## Bevölkerung
Nach dem Zensus von 2001 hat die Insel 453 Einwohner. Wie aus folgender Übersicht deutlich wird, ist die Bevölkerungszahl seit Anfang des 20. Jahrhunderts fast kontinuierlich gesunken:
| Jahr                | 1775 | 1828 | 1840 | 1857 | 1869 | 1880 | 1890 | 1900 | 1910 | 1921 |
| Einwohner gesamt    | ?    | 1823 | 1625 | 1764 | 2117 | 2262 | 2430 | 2912 | 2990 | 3150 |
| davon in Prvić Luka | 0971 | 1256 | ?    | 0793 | 0923 | 0961 | 1066 | 1336 | 1291 | 1400 |
| davon in Šepurine   | ?    | 0567 | ?    | 0971 | 1194 | 1301 | 1364 | 1576 | 1699 | 1750 |

| Jahr                | 1931 | 1948 | 1953 | 1959 | 1961 | 1971 | 1981 | 1991 | 2001 | 2011 |
| Einwohner gesamt    | 2446 | 1883 | 1848 | 1794 | 1567 | 1027 | 0635 | 0544 | 0453 | 0403 |
| davon in Prvić Luka | 1033 | 0641 | 0672 | 0677 | 0612 | 0404 | 0238 | 0229 | 0191 | 0164 |
| davon in Šepurine   | 1413 | 1242 | 1176 | 1117 | 0955 | 0623 | 0397 | 0315 | 0262 | 0239 |

## Kultur und Religion
Die Orte Prvić Luka und Šepurine sind als Kulturelles Erbe geschützt. Auf der Insel gibt es drei römisch-katholische Kirchen, eine kleinere aus dem Mittelalter in Šepurine und eine etwas größere aus dem 19. Jahrhundert oberhalb des Ortes sowie eine in Prvić Luka.
In der Kirche zur heiligen Maria von der Gnade in Prvić Luka wurde der berühmte Universalgelehrte, Diplomat und Erfinder Fausto Veranzio (Faust Vrančić, 1551–1617) bestattet, dessen aus Šibenik stammende Familie oberhalb von Šepurine ihre Sommerresidenz hatte, in der der berühmte Sohn einen Teil seiner Kindheit verbrachte. Das Gebäude ist nach wie vor im Besitz dieser Familie.
Im September 2012 wurde am Hafen von Prvić Luka ein Museum eröffnet, in dem sich der Besucher teils interaktiv, teils anhand originaler Ausstellungsstücke über das Leben und Wirken von Faust Vrančić informieren kann. Der moderne Bau, der aus der übrigen Hafenbebauung beinahe wie ein Fremdkörper heraussticht, wurde von der Europäischen Union kofinanziert.

## Wirtschaft und Infrastruktur
Tourismus ist neben Landwirtschaft und Fischfang der wichtigste, jedoch in Anbetracht der Größe der Insel bescheidene Wirtschaftszweig. Es gibt ein kleineres Hotel am Hafen von Prvić Luka, ansonsten nur privat vermietete Häuser und Gästezimmer.
Auf der Insel gibt es keinen Kraftfahrzeugverkehr, lediglich die Feuerwehr und einige Landwirte sind motorisiert.
Mit dem Jadrolinija-Passagierschiff Lara bestehen mehrmals täglich Verbindungen auf der Route Šibenik - Zlarin - Prvić Luka - Šepurine - Vodice.

## Sonstiges
Die Insel war einer der Drehorte für den kroatischen Film "Gott verhüte!", welcher im Jahr 2014 in die Kinos kam.

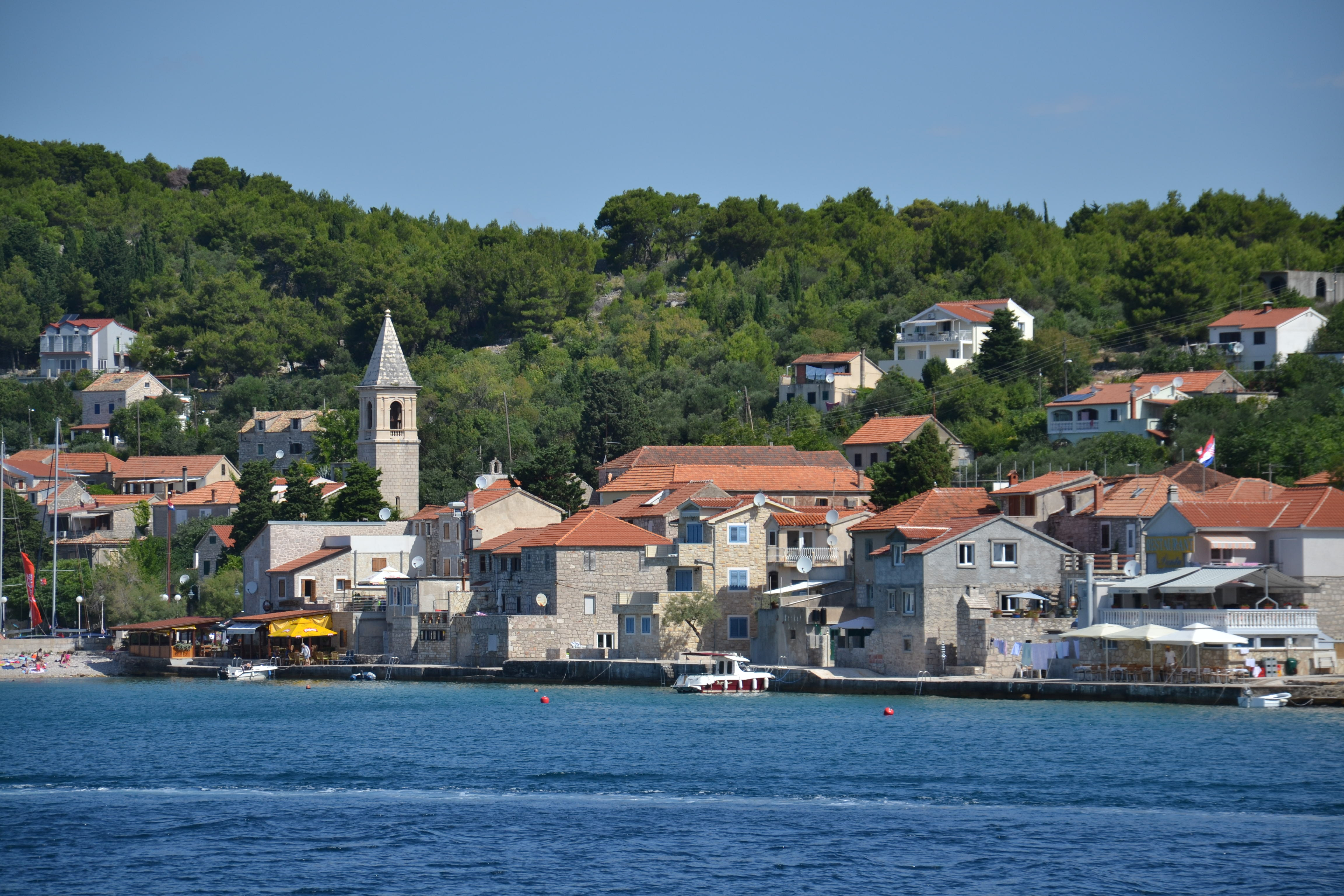
Die Ortschaft und der Hafen Prvić Luka
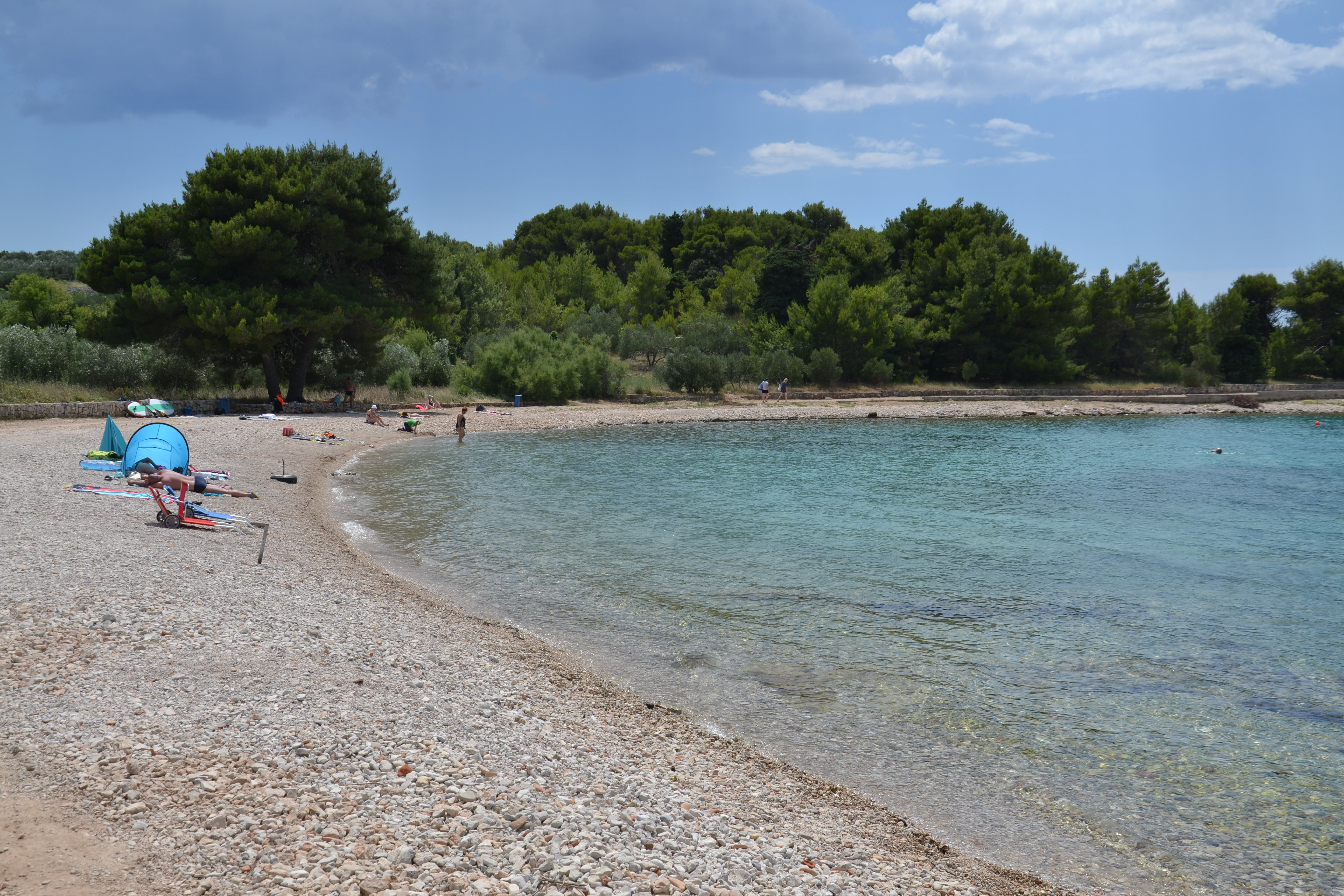
Der Strand von Trstevica
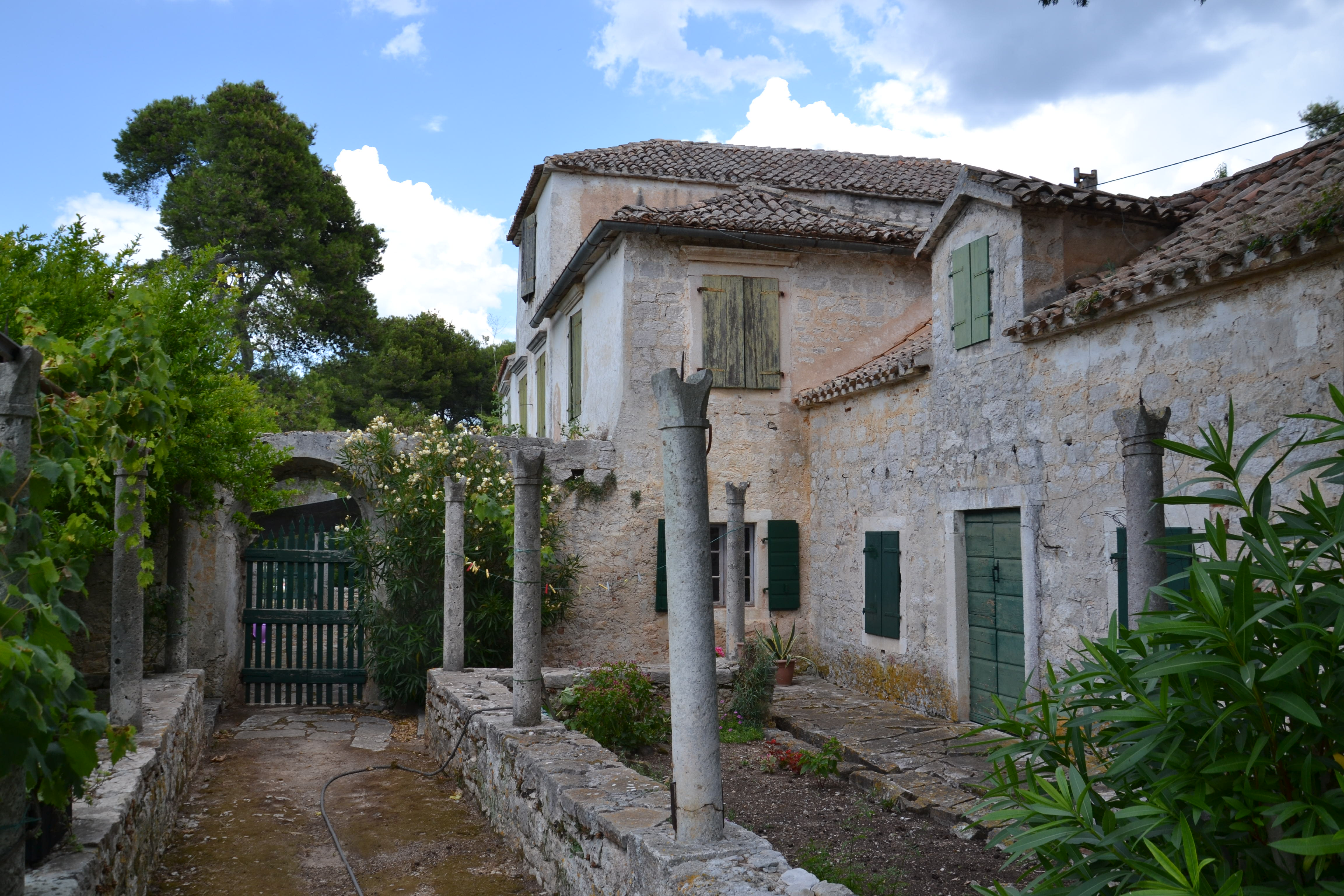
Das Anwesen der Familie Vrančić und des Erfinders Faust Vrančić